# Алонзо Морнинг
Алонзо Морнинг (енгл. Alonzo Mourning; Чесапик, САД, 8. фебруар 1970) је бивши амерички кошаркаш. Играо је на позицији центра и највећи део своје каријере провео у тиму Мајамија. На неколико такмичења је био део репрезентације САД.

## Детињство
Након што су се његови родитељи непрестано свађали, дошло је до њиховог развода, када је Алонзо имао свега 10 година. На суду Алонзо је изјавио како не жели да живи нити са једним од родитеља, и да није желео да фавороизује ни мајку ни оца. Пре него што је усвојен читаву годину је провео у сиротишту. Онда је усвојен од професорке енглеског језика Фени Трет, која је током свог живота усвојила и одгајала преко 40 деце.

## Каријера
Већ током средње школе имао је значајан кошаркашки учинак. У јуниорској сезони је предводио тим до 51 узастопних победа, када су освојили и титулу државног првака. У својој сениорској сезони имао је невероватан просек од 25 поена, 15 скокова и 12 блокада. Колеџ каријеру је провео на Универзитету Џорџтауну. Алонзо је већ тада много радио због чега је од свих тренера обожаван. Тренирао га је тренер Џон Томпсон, који ће имати велики утицај на његов играчки и људски развој. Поред кошаркашког фанатизма и борбености коју му је усадио, одвојио га је и од лошег друштва с обзиром да су очеле приче да је Алонзо конзумирао дрогу од дилера који је иначе био велики навијач Џорџтауна.

### НБА

#### Шарлот
На драфту 1992. године био је изабран као други пик, одмах иза Шекил О'Нила од екипе Шарлота. Већ у првој сезони је просечно бележио 21 поена и 10,3 скокова по утакмици. И у наредним сезонама је доминирао у Шарлоту. У последњој сезони у Шарлоту играо је са Ларијем Џонсоном и заједно су предводили тим до 50 победа у регуларном делу сезоне. Ипак испадају већ у првој рунди плеј-офа од тада моћних Чикаго булса.

#### Мајами
Новембра 1995. године Алонзо одбија да продужи уговор са Шарлотом, и због тога је био трејдован у Мајами са двојицом саиграча у замену за Глена Рајса, Мета Гајгера и Калида Ривса. Главни тренер Мајамија, Пет Рајли је допринео да Алонзо заигра још боље неголи у Шарлоту и већ у првој сезони имао најбољи учинак у својој каријери, бележећи 23,1 поен по утакмици. Пет је Алонзу придодао и плеја Тима Хардавеја, али свих тих година нису успевали да ураде ништа значајније у плеј-офу. Ипак, тих година је пре свега био познат по фанатизму у одбрани па је два пута узастопно био изабран за најбољег одбрамбеног играча лиге. Поред одличног осећаја за блокаду у одбрани га је красила велика борбеност.

#### Њу Џерзи
2003. године потписује четворогодишњи уговор са Нетсима. Међутим одмах након тог установљено је да има проблем са бубрегом, због чега је морао на трансплантацију. У једном моменту се чинило да је његова играчка каријера дефинитивно завршена. Ипак велики борац се ипак вратио и следеће сезоне био на списку првог тима. 17. децембра Алонзо је трејдован у Торонто, за које није никад заиграо. Крај сезоне је дочекао поново у тиму Мајамија, где је пристао да игра за минимални ветерански уговор.

#### Повратак у Мајами
Врати се у екипу Мајамија која је овога пута имала тандем Двејн Вејд и Шекил О`Нил, као и попуњен ростер који је био спреман за велика дела. Алонзо је услед последица болести радио смањеним интезитетом али повремено показивао о да није заборавио да игра озбиљну кошарку. Лета 2005. Алонзо продужује уговор са Мајамијем, а за тим потписују још два ветерана Гери Пејтон и Ентоан Волкер. Са Мајамијем је те сезоне конано дошао до титуле НБА шампиона. И сам је умногоме допринео томе јер је у одлучујућој утакмици финалне серије против Даласа, за само 14 минута поделио 14 блокада и отклонио све сумње у титулу. Током сезоне 2007/08. постао је лидер по броју постигнутих поена у историји Мајамија. 2009. са 38 година Алонзо Морнинг званично завршава играчку каријеру.
Његов дрес за бројем 33 је званично повучен из употребе у Мајамију.

### Репрезентација
Још током колеџ каријере био је репрезентативац САД, и то на светском првенству 1990. године. То је било последње Светско првенство где су играли аматерски, односно амерички колеџ играчи. Те 1990. године су освојили бронзу, а злато је припало тада веома квалитетној репрезентацији Југославије, када је Кукоч изабран за најбољег играча првенства. Ипак на следећем Светском првенству 1994. године, Зо је опет био део тог сад моћног тима, када су се прошетали до злата. 2000. године био је део селекције која је отишла на Олимпијаду у Сиднеју и без већих проблема освојила злато.

### НБА статистика
| † | означава сезону када осваја НБА титулу |

#### Регуларни део сезоне
| Сезона   | Екипа    | ОУ  | СУ  | МПУ  | ПШ%  | 3П%  | СБ%  | СПУ  | АПУ | УПУ | БПУ | ППУ  |
| -------- | -------- | --- | --- | ---- | ---- | ---- | ---- | ---- | --- | --- | --- | ---- |
| 1992/93. | Шарлот   | 78  | 78  | 33.9 | .511 | .000 | .781 | 10.3 | 1.0 | .3  | 3.5 | 21.0 |
| 1993/94. | Шарлот   | 60  | 59  | 33.6 | .505 | .000 | .762 | 10.2 | 1.4 | .5  | 3.1 | 21.5 |
| 1994/95. | Шарлот   | 77  | 77  | 38.2 | .519 | .324 | .761 | 9.9  | 1.4 | .6  | 2.9 | 21.3 |
| 1995/96. | Мајами   | 70  | 70  | 38.2 | .523 | .300 | .685 | 10.4 | 2.3 | 1.0 | 2.7 | 23.2 |
| 1996/97. | Мајами   | 66  | 65  | 35.2 | .534 | .111 | .642 | 9.9  | 1.6 | .8  | 2.9 | 19.8 |
| 1997/98. | Мајами   | 58  | 56  | 33.4 | .551 | .000 | .665 | 9.6  | .9  | .7  | 2.2 | 19.2 |
| 1998/99. | Мајами   | 46  | 46  | 38.1 | .511 | .000 | .652 | 11.0 | 1.6 | .7  | 3.9 | 20.1 |
| 1999/00. | Мајами   | 79  | 78  | 34.8 | .551 | .000 | .711 | 9.5  | 1.6 | .5  | 3.7 | 21.7 |
| 2000/01. | Мајами   | 13  | 3   | 23.5 | .518 | .000 | .564 | 7.8  | .9  | .3  | 2.4 | 13.6 |
| 2001/02. | Мајами   | 75  | 74  | 32.7 | .516 | .333 | .657 | 8.4  | 1.2 | .4  | 2.5 | 15.7 |
| 2003/04. | Њу Џерзи | 12  | 0   | 17.9 | .465 | .000 | .882 | 2.3  | .7  | .2  | .5  | 8.0  |
| 2004/05. | Њу Џерзи | 18  | 14  | 25.4 | .453 | .000 | .593 | 7.1  | .8  | .3  | 2.3 | 10.4 |
| 2004/05. | Мајами   | 19  | 3   | 12.9 | .516 | .000 | .564 | 3.7  | .2  | .2  | 1.7 | 5.0  |
| 2005/06. | Мајами   | 65  | 20  | 20.0 | .597 | .000 | .594 | 5.5  | .2  | .2  | 2.7 | 7.8  |
| 2006/07. | Мајами   | 77  | 43  | 20.4 | .560 | .000 | .601 | 4.5  | .2  | .2  | 2.3 | 8.6  |
| 2007/08. | Мајами   | 25  | 0   | 15.6 | .547 | .000 | .592 | 3.7  | .3  | .2  | 1.7 | 6.0  |
| Каријера |          | 838 | 686 | 31.0 | .527 | .247 | .692 | 8.5  | 1.1 | .5  | 2.8 | 17.1 |
| Ол-стар  |          | 4   | 1   | 18.8 | .545 | .000 | .667 | 4.8  | 1.0 | .8  | 2.0 | 10.0 |

#### Плеј-оф
| Сезона   | Екипа  | ОУ | СУ | МПУ  | ПШ%  | 3П%  | СБ%  | СПУ  | АПУ | УПУ | БПУ | ППУ  |
| -------- | ------ | -- | -- | ---- | ---- | ---- | ---- | ---- | --- | --- | --- | ---- |
| 1993.    | Шарлот | 9  | 9  | 40.8 | .480 | .000 | .774 | 9.9  | 1.4 | .7  | 3.4 | 23.8 |
| 1994.    | Шарлот | 4  | 4  | 43.5 | .421 | .500 | .837 | 13.3 | 2.8 | .8  | 3.3 | 22.0 |
| 1996.    | Мајами | 3  | 3  | 30.7 | .486 | .000 | .714 | 6.0  | 1.3 | .7  | 1.0 | 18.0 |
| 1997.    | Мајами | 17 | 17 | 37.1 | .491 | .375 | .555 | 10.2 | 1.1 | .6  | 2.7 | 17.8 |
| 1998.    | Мајами | 4  | 4  | 34.5 | .518 | .000 | .655 | 8.5  | 1.3 | .8  | 2.5 | 19.3 |
| 1999.    | Мајами | 5  | 5  | 38.8 | .521 | .000 | .653 | 8.2  | .8  | 1.6 | 2.8 | 21.6 |
| 2000.    | Мајами | 10 | 10 | 37.6 | .484 | .000 | .667 | 10.0 | 1.4 | .2  | 3.3 | 21.6 |
| 2001.    | Мајами | 3  | 3  | 30.3 | .480 | .000 | .579 | 5.3  | 1.0 | .0  | 1.7 | 11.7 |
| 2005.    | Мајами | 15 | 2  | 16.9 | .705 | .000 | .558 | 4.8  | .3  | .3  | 2.2 | 6.1  |
| 2006. †  | Мајами | 21 | 0  | 10.8 | .703 | .000 | .667 | 2.9  | .1  | .2  | 1.1 | 3.8  |
| 2007.    | Мајами | 4  | 0  | 13.8 | .909 | .000 | .385 | 2.0  | .3  | .0  | .8  | 6.3  |
| Каријера |        | 95 | 57 | 27.3 | .512 | .368 | .649 | 7.0  | .9  | .5  | 2.3 | 13.6 |

## Трофеји

### Репрезентативни
- Олимпијске игре (1):  2000,
- Светско првенство (1):  1990.
- Светско првенство (1):  1994.

### Клупски
- Мајами
  - Шампион НБА лиге (1): 2006.

### Индивидуални
- Прва петорка НБА лиге (1): 1999.
- Друга петорка НБА лиге (1): 2000.
- Најбољи одбрамбени играч НБА лиге (2): 1999, 2000.
- Најбоља одбрамбена петорка НБА лиге (2): 1999, 2000.
- Учесник Ол-стар утакмице (7): 1994, 1995, 1996, 1997, 2000, 2001, 2002.
- Рекордер Мајамија по броју постигнутих поена са 9.459 поена у дресу ове франшизе
- Највећи број блокада у сезони: 3.91 блокада 1999.

## Остало
Алонзо и његова жена Трејси имају троје деце, два сина и ћерку. Живе у Пајкресту на Флориди, где је Алонзо 2012. године купио кућу за 4,5 милиона долара.